# Lemi Ponifasio
Lemi Ponifasio est un chorégraphe samoan peut-être né en 1962. Il a fondé en 1995 MAU, une importante compagnie néo-zélandaise de danse et de théâtre contemporains, dont le nom signifie « ma destinée ».
Basé à Auckland, en Nouvelle-Zélande, MAU s'est produit dans des théâtres et festivals internationaux comme le Festival international d'Édimbourg, le Théâtre de la Ville de Paris, le Holland Festival, la Biennale de Venise et le Festival de Vienne.
Lemi Ponifasio tire son inspiration des cultures autochtones du Pacifique. Ses spectacles mêlent cérémonies traditionnelles, performance, danse et théâtre contemporains. Ils ont été définis comme « hypnotiques, fortement scénographiques, caractérisés par la force des images, avec une relation puissante entre l'obscurité, la lumière et le mouvement ».

## Carrière
En 2003, Ponifasio a fait une tournée dans la région Pacifique avec son spectacle Paradise (partiellement interdit par les autorités françaises à Tahiti). Paradise a aussi été présenté à la Biennale de Venise et au Festival d'Auckland en 2003, ainsi qu'au Holland Festival et au Theater der Welt (en) 2005 (à Stuttgart). La création au Festival d'Auckland a été marquée par des manifestations du public maori au début et à la fin du spectacle, menées par le Dr Pita Sharples (en), cofondateur du Parti māori.
Requiem (2006) lui a été commandé par Peter Sellars, directeur artistique du New Crowned Hope Festival de Vienne pour le 250e anniversaire de Mozart. Requiem a aussi été présenté au Théâtre royal flamand de Bruxelles en 2006, à l'Aotea Centre (en) d'Auckland et au Queen Elizabeth Hall de Londres en 2007, ainsi qu'au Lincoln Center de New York en 2008.
Tempest, une série d'œuvres consacrée à l'augmentation des pouvoirs des États et aux détentions arbitraires après le 11 septembre 2001, a été créé à Vienne en juin 2007 et joué au Queen Elizabeth Hall de Londres en 2008, au Théâtre de la Ville à Paris et à la Volksbühne Berlin en 2010. Tempest traite des droits humains à la lumière des œuvres philosophiques de Walter Benjamin et Giorgio Agamben. Le rôle principal du spectacle est tenu par l'activiste maori Tame Iti (en). Celui-ci a été arrêté le 15 octobre 2007 à Ruatoki lors d'un « raid antiterroriste » de la police néo-zélandaise, mettant en péril la tournée du MAU à Bruxelles et Londres en 2008. Aidé par des affidavits d'organisations artistiques internationales, Ponifacio a cependant pu convaincre la Cour suprême de Nouvelle-Zélande de l'autoriser à voyager,.

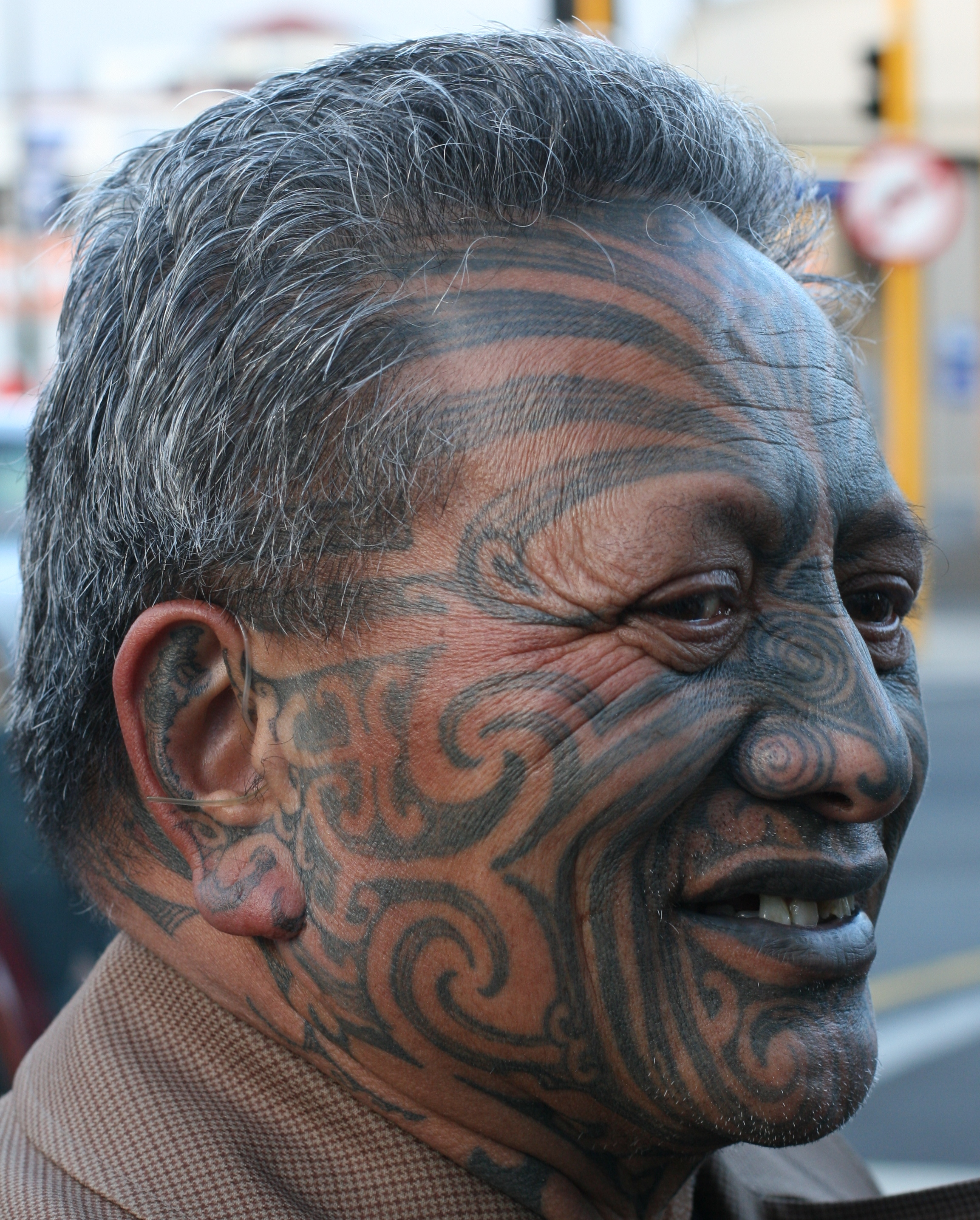
en 2009.

Sa création Birds With Skymirrors a été présentée au Festival international d'Édimbourg 2010 et au Theater der Welt (en) 2010 (dans la Ruhr).
En France, The Crimson House a été présenté en 2014 au Théâtre Molière—Scène nationale de Sète et du bassin de Thau, ainsi qu'au Théâtre de la Ville à Paris.
Son spectacle I AM, inspiré de la Première Guerre mondiale et d'une toile de 1970 de Colin McCahon, a été présenté dans la Cour d'honneur du Palais des papes au Festival d'Avignon 2014,, au Festival international d'Édimbourg et à la Ruhrtriennale (en) 2014.